# Valverde de los Arroyos
Valverde de los Arroyos é um município da Espanha na província de Guadalajara, comunidade autónoma de Castilla-La Mancha, de área 45 km² com população de 114 habitantes (2006) e densidade populacional de 2,25 hab/km².
Pequeno município dentro da rota das aldeias negras de Guadalajara próximo da cascata de Despeñalagua, com mais de 120 metros de queda. A sua Praça Maior e a sua igreja são exemplos de construção típica da zona, feita de madeira e ardósia, que é a característica da chamada arquitectura negra. 
Faz parte da rede das Aldeias mais bonitas de Espanha.

## Demografia
| Variação demográfica do município entre 1991 e 2004 | Variação demográfica do município entre 1991 e 2004 | Variação demográfica do município entre 1991 e 2004 | Variação demográfica do município entre 1991 e 2004 |
| --------------------------------------------------- | --------------------------------------------------- | --------------------------------------------------- | --------------------------------------------------- |
| 1991                                                | 1996                                                | 2001                                                | 2004                                                |
| 90                                                  | 88                                                  | 93                                                  | 102                                                 |